# 3138 Ciney
3138 Ciney eller 1980 KL är en asteroid i huvudbältet som upptäcktes den 22 maj 1980 av den belgiske astronomen Henri Debehogne vid La Silla-observatoriet. Den är uppkallad efter den belgiska staden Ciney.
Asteroiden har en diameter på ungefär 5 kilometer och den tillhör asteroidgruppen Flora.